# Айтарея-араньяка
«Айтаре́я-аранья́ка» — священный текст индуизма на санскрите, одна из Араньяк, принадлежит к Шакала-шакхе «Ригведы».
Состоит из пяти разделов, каждый из которых рассматривается как полная Араньяка. Первый раздел в основном посвящён маха-врате, описания которой имеют ритуалистический характер. Второй раздел состоит из шести глав, из которых первые три описывают прана-видью — где «прана» означает «жизненный воздух» который является не только жизненной энергией тела, но и живым духом всех мантр и всех Вед. В этой части Араньяки содержаться специфические описания того, как следуя ведийским предписаниям и совершая определённые яджны, можно в следующей жизни родится одним из дев — Агни (богом огня), Сурьей (богом Солнца) или Ваю (богом ветра), или, в случае нарушения ведийских предписаний, воплотится среди низших форм жизни, таких как птицы или рептилии.
Четвёртая, пятая и шестая главы второго раздела «Айтарея-араньяки» составляют «Айтарея-упанишаду». Третий раздел данной Араньяки также известен как «Самхита-упанишада». В ней обстоятельно излагаются различные темы — такие как пада-патха, крама-патха, и др. — от повторения гимнов Вед, до ньансов свар. Четвёртый и пятый разделы по своему содержанию чисто технические и ритуальные — соответственно они посвящены мантрам, называемым «Маханамни» и яджне «Мадхьяндина».
Именно в «Айтарея-араньяке» рекомендуется поклоняться олицетворённой пране в форме различных дев и риши. Олицетворением праны выступает Вишвамитра — потому что вся Вселенная (вишва) является объектом опыта этого пранического бога. Прана это также Вамадева — потому что слово «вама» (букв. - "левый" либо "красивый" санскр.) указывает на уважение и на обладание позиции, достойной поклонения и служения. Она также и Атри, потому что слово траяте в атри указывает на прану как на защиту от грехов. Прана входит в тело и поддерживает его, поэтому она Бхарадваджа — где слово бхара означает «поддерживать», а слово ваджа — бренное материальное тело, которое приводится в движение праной. Васиштха — тоже Прана, потому что слово вас указывает на присутствующие в теле благодаря пране же чувства.